# 타이탄 (영화)
타이탄(영어: Clash of the Titans)은 1981년 MGM에서 제작, 배급한 동명의 영화를 리메이크하여 2010년 개봉한 미국, 영국의 판타지 모험 영화이다. 이 영화는 페르세우스의 그리스 신화를 기반으로 한다. 루이 르테리에가 감독하고 샘 워딩턴이 주연을 맡았으며, 영화는 원래 2010년 3월 26일에 개봉될 예정이였다. 하지만 이후 3D 영화로 변경되어 2010년 4월 2일에 개봉되는 것이 발표 되었다.
또한 영화는 전 세계에서 4억 9,300만 달러의 수익을 올려 크게 성공하였지만 비평가들에 일반적으로 부정적인 평가를 받아 골든 래즈베리상의 2개 부분에 후보 지명되었다.
이 영화의 성공으로 속편 영화 《타이탄의 분노》가 제작되어 2012년 3월에 개봉되었다.

## 캐스팅
- 샘 워싱턴 - 페르세우스 역
- 리암 니슨 - 제우스 역
- 랄프 파인즈 - 하데스 역
- 알렉사 다바로스안드 - 로메다 공주 역
- 젬마 아터튼 - 이오 역
- 니콜라스 홀트 - 유사비오스 역
- 대니 휴스턴 - 포세이돈 역
- 이자벨라 미코 - 아데나 역
- 제이슨 플레밍 - 아크리시우스 역
- 폴리 워커 - 카시오페이아 역
- 카야 스코델라리오 - 페셋 역
- 매즈 미켈슨 - 드라코 역
- 나탈리 콕스 - 아테미스 역
- 피트 포스틀스웨이트 - 스피로스 역
- 타머 해선 - 아레스 역
- 루크 에반스 - 아폴로 역
- 빈센트 레건 - 케페우스 역
- 나탈리야 보댜노바 - 메두사 역